# Dmitrij Pisarev
Dmitrij Ivanovitj Pisarev (ryska: Дмитрий Иванович Писарев), född 14 oktober (gamla stilen: 2 oktober) 1840, död 16 juli (gamla stilen: 4 juli) 1868 genom drunkning, var en rysk litteraturkritiker.
Pisarev studerade vid Sankt Petersburgs universitet och började sin litteraturhistoriska verksamhet med studier av Ivan Gontjarov och Ivan Turgenjev. Efter en olycklig kärlek till sin kusin och upprepade självmordsförsök på "dårhus" flyttade han till landet och återupptog sedan sin litterära verksamhet. Han dömdes till fem års fängelse på grund av sin kritik av den ryske diplomaten baron Theodor von Fircks (pseudonymen "Schedo Ferrotis") frisinnade skrift "Que fera-t-on de la Pologne?". 
Gripen av Turgenjevs roman Fäder och söner, upptog och fullföljde Pisarev hänsynslöst den nihilistiske studenten Bazarovs idéer, i det han bröt staven över all metafysik, den rena poesins kult och skön konst och införde den naturvetenskapliga realismen i den ryska litteraturen. Han var med sina bisarra, stundom motsägande, mot all auktoritetstro upproriska idéer en synnerligen karakteristisk representant för den våldsamma jäsningen på 1860-talet i Ryssland och hade på sin tid många anhängare bland den akademiska ungdomen, men hans epikureiska egoism
 och hans åsikter om personlighet, fri uppfostran, framåtskridande med mera var näppeligen originella. 
Ännu hänsynslösare och ytterlig var han i sin radikala uppfattning av realismens betydelse i litteraturen och konsten, med fördömande av allt slags idealism, som saknade samband med naturvetenskapen och den sociala verkligheten. I sitt personliga väsen var han mycket finkänslig, svårmodig och i sitt leverne oförvitlig. Av hans samlade skrifter utkom tredje upplagan 1900–1901 i sex delar med biografi och litterär karakteristik av Jevgenij Solovjov.